# Tibor Selymes
Tibor Selymes (Bălan, 14 maggio 1970) è un allenatore di calcio ed ex calciatore rumeno, tecnico del Ştiința Miroslava.

## Carriera

### Club
Cresciuto nelle giovanili del Brasov, debuttò in prima squadra nel 1987 e, nel 1990, è passato alla Dinamo Bucarest, club con cui giocò tre anni.
Dopo varie esperienze in Belgio e Cipro, nel 2005 decide di ritirarsi e intraprendere la carriera da allenatore.

### Nazionale
Conta 42 presenze con la Romania, con la quale ha disputato le fasi finali del Campionato mondiale di calcio 1994, del Campionato europeo di calcio 1996 e del Campionato mondiale di calcio 1998.

## Palmarès

### Giocatore
- Campionato rumeno: 1

Dinamo Bucarest: 1991-1992
- Campionato belga: 1

Anderlecht: 1999-2000